# Salmo 66

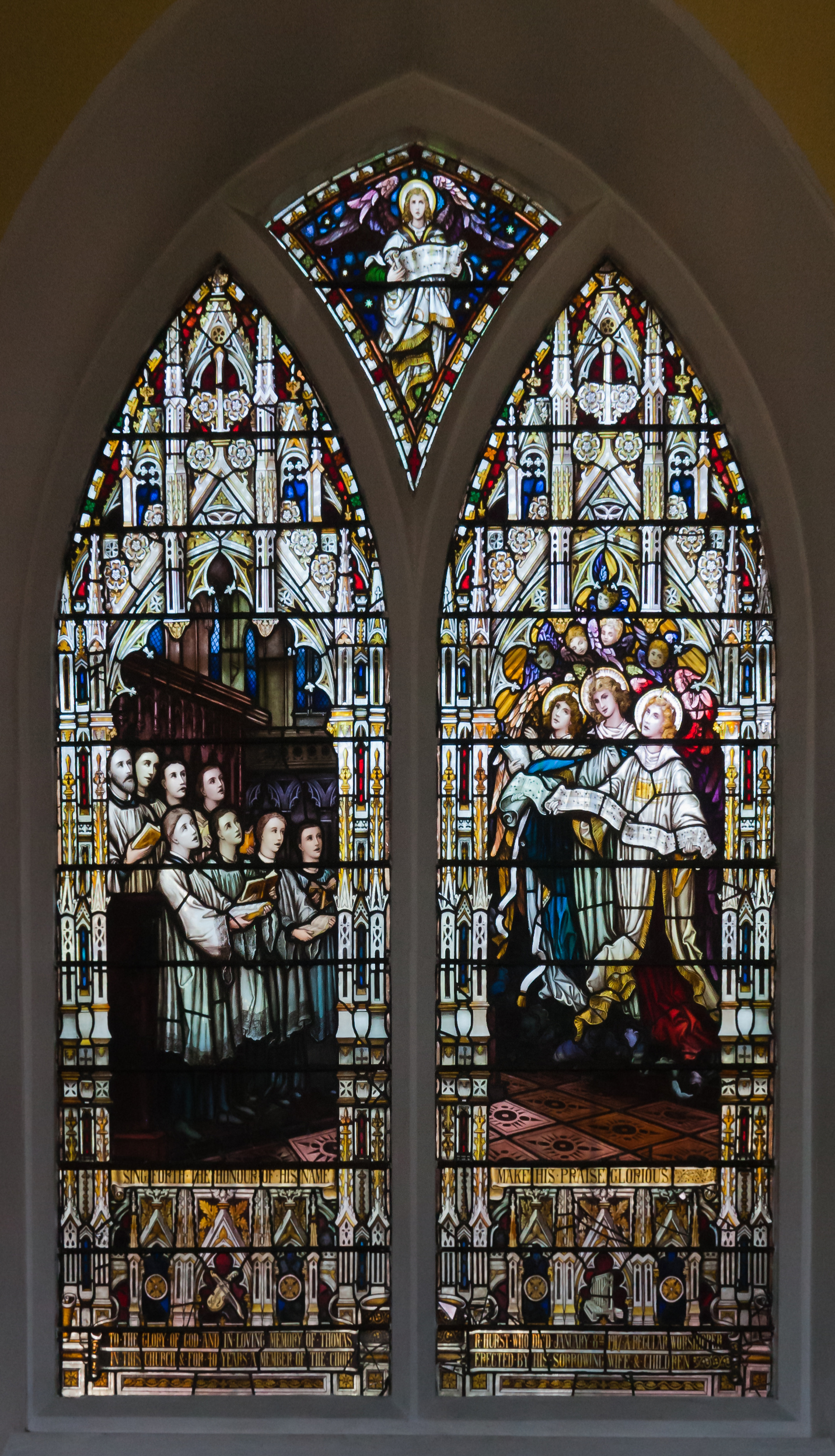
Vetrata che illustra il salmo 66.

Il salmo 66 (65 secondo la numerazione greca) costituisce il sessantaseiesimo capitolo del Libro dei salmi.